# Леандро Паредес
Леандро Даниел Паредес (на испански: Leandro Daniel Paredes; роден на 29 юни 1994 г. в Сан Хусто) е аржентински футболист, играе като полузащитник и се състезава за аржентинския Бока Хуниорс .

## Клубна кариера

### Бока Хуниорс
Юноша на Бока Хуниорс Паредес прави официалния си дебют за аржентинския гранд при загубата с 2-0 като гост срещу Архентинос Хуниорс на 6 ноември 2010 година.

### Серия А
На 29 януари 2014 година преминава под наем в отбора от италианската Серия А Киево.
На 19 юли 2014 година преминава под наем с опция за закупуване в друг отбор от италианския елит Рома.
На 8 февруари 2015 година отбелязва първия си гол за Рома при победата с 2-1 като гост на Каляри. През юни 2015 година подписва постоянен договор с Рома.
На 31 август 2015 година преминава в Емполи под наем до края на сезона.

## Национален отбор
През 2011 година Паредес е част от Националния отбор на Аржентина до 17 година. Записва общо шест мача за тази възрастова група, в които отбелязва два гола.